# پل چینود

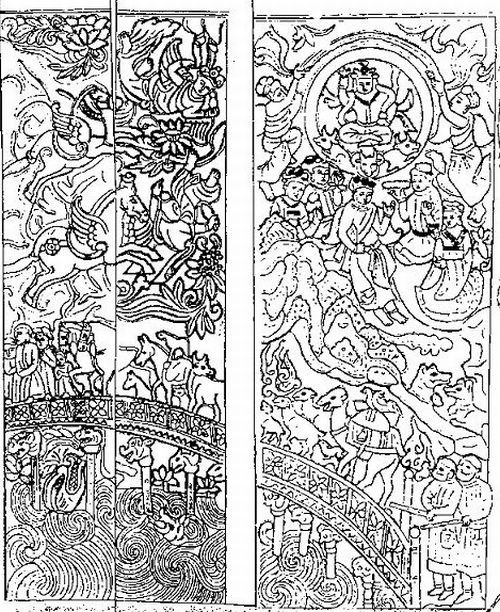
صحنه پل چینود روی تابوت ویرکاک

پل چینود یا چینوت (زبان اوستایی: Činvat Peretum) پل داوری درگذشتگان در عقاید زرتشتی است پل صراط در دین اسلام را برابر با این پل دانسته‌اند.

## ریشه نام واژه
پل چینوَت که در اشتودگاه اوستا به آن اشاره شده‌ است، از دو بخش چینوت که در اوستایی به‌ معنی «جدا کننده»(چینش دهنده) است و پِرِتو بمعنی «پل» تشکیل شده است و این پل جدا کنندهٔ «پرهیزکاران» از «بدکرداران» است.
همچنین هم اکنون برزنی به نام «شناط» که عربی شدهٔ همین واژهٔ «چینوَت» است، در فراز شهر ابهر در استان زنگان (زنجان) وجود دارد.
در گات‌ها این واژه از دو بخش «چین» به معنای چگونه و «پِرِتو» به معنی گذرگاه تشکیل شده است که روی هم، «گذرگاه چگونه زیستن» خواهد بود. 
در این بینش به مادی بودن چنین گذرگاهی برای روان درگذشتگان اشاره‌ای نشده است و شاید مرحله‌ای خواهد بود برای مشورت و پرسش هر انسان از وجدان خویش، پس از هر رفتار و کرداری که انجام داده است.

## پل چینوت در آیین زرتشتی
آنچه در مورد پل چینوت تصور می‌شود تیغی تیز و شمشیر گونه است که ابعاد آن هر یک ۹ نیزه است و بر قله کوهی اساطیری به بلندی یکصد مرد به نام «تیره» قرار دارد. این پل از تیره که بلندترین قلۀ البرز است تا عرش کشیده می‌شود به عنوان شاهینِ ترازوی ایزد رشن است، سگی مینوی بر سر پل حاضر بوده و دوزخ نیز در زیر آن قرار دارد.
بنا به عقاید زرتشتی، روان درگذشته تا سه روز بر بالین تن حاضر و به آن متصل است و پس از آن در سپیده دم روز چهارم روان برای داوری به سر پل چینوت می‌رسد و در آن‌جا در دادگاهی که به داوری ایزد مهر و با حضور ایزدانی چون سروش، رشن و اشتاد برگزار می‌شود، به حساب کارهای نیک و بد وی رسیدگی می‌شود. اگر پرهیزکار بوده، کفهٔ ترازوی نیکی وی بر بدی سنگینی می‌کند، تیغه به پهنا می‌ایستد و گزندی به او نمی‌رساند،
سپس بادی خوش وزیده و در آن باد دختری زیبا که تجسم اعمال او است بر او ظاهر شده و به راهنمایی او از نردبان سه پله‌ای که نماد اندیشه، گفتار و کردار نیک است به گروتمان (بهشت برین) وارد می‌شود. 
اگر بدکار باشد عجوزه‌ای بر وی ظاهر شده و به گفتهٔ عجوزه و از ترس آن، علی‌رغم میل باطنی، روان بر تیغ می‌رود و در سه گام که نماد اندیشه، گفتار و کردار بد است، بریده شده و به دوزخ می‌افتد.
در هنگام عبور از پل مانعی وجود دارد که هم روان نیکوکاران و هم روان بدکاران با آن مواجهند و آن رودخانه‌ایست که از اشک سوگواران پدید آمده و بیانگر این است که در تعلیمات دینی زردشتی مؤمنان را از سوگواری بیش از حد بر متوفی منع می‌کردند.
نیز در باورهای اسطوره‌ای آمده که پل چینوت دو رو دارد و برای نیکوکاران، عریض و گشاده است و برای بدکاران مانند لبهٔ تیغ باریک و تیز است. دینکرد یک سر این پل را بر فراز دایتی در ایران ویج و سر دیگرش را بر فراز البرز می‌داند. 
در بندهش آمده‌است: که چکاد دایتی آن است که در میان جهان به بالای یکصد مرد است، که چینود پل بر او ایستد. روان را بدان جای آمار کنند.

### تاثیر بر اسلام
به عقیده دوشن گیمن پل حسابرسی شخص، یعنی پل چینوت (در اوستایی: سینوَتُ) در اسلام به عنوان «پل صراط» به پایان جهان و به روز قیامت نام برده شده‌ است.

## موارد مرتبط
- پل صراط
- فرشگرد
- رستاخیز